# Primera divisió espanyola de futbol 1997-1998

## Classificació general
| Posició | Equip               | J  | G  | E  | P  | GF | GC | DG  | PTS. |
| ------- | ------------------- | -- | -- | -- | -- | -- | -- | --- | ---- |
| 1       | FC Barcelona        | 38 | 23 | 5  | 10 | 78 | 56 | 22  | 74   |
| 2       | Athletic de Bilbao  | 38 | 17 | 14 | 7  | 52 | 42 | 10  | 65   |
| 3       | Reial Societat      | 38 | 16 | 15 | 7  | 60 | 37 | 23  | 63   |
| 4       | Reial Madrid        | 38 | 17 | 12 | 9  | 63 | 45 | 18  | 63   |
| 5       | RCD Mallorca        | 38 | 16 | 12 | 10 | 55 | 39 | 16  | 60   |
| 6       | Celta de Vigo       | 38 | 17 | 9  | 12 | 54 | 47 | 7   | 60   |
| 7       | Atlètic de Madrid   | 38 | 16 | 12 | 10 | 79 | 56 | 23  | 60   |
| 8       | Betis               | 38 | 17 | 8  | 13 | 49 | 50 | -1  | 59   |
| 9       | València CF         | 38 | 16 | 7  | 15 | 58 | 52 | 6   | 55   |
| 10      | RCD Espanyol        | 38 | 12 | 17 | 9  | 44 | 31 | 13  | 53   |
| 11      | Real Valladolid     | 38 | 13 | 11 | 14 | 36 | 47 | -11 | 50   |
| 12      | Deportivo           | 38 | 12 | 13 | 13 | 44 | 46 | -2  | 49   |
| 13      | Real Zaragoza       | 38 | 12 | 12 | 14 | 45 | 53 | 8   | 48   |
| 14      | Racing de Santander | 38 | 12 | 19 | 17 | 46 | 55 | -9  | 45   |
| 15      | UD Salamanca        | 38 | 12 | 9  | 17 | 46 | 46 | 0   | 45   |
| 16      | CD Tenerife         | 38 | 11 | 12 | 15 | 44 | 57 | -13 | 45   |
| 17      | SD Compostela       | 38 | 11 | 11 | 16 | 56 | 66 | -10 | 44   |
| 18      | Real Oviedo         | 38 | 9  | 13 | 16 | 36 | 51 | -15 | 40   |
| 19      | UD Mérida           | 38 | 9  | 12 | 17 | 33 | 53 | -20 | 39   |
| 20      | Sporting de Gijón   | 38 | 2  | 7  | 29 | 31 | 80 | -49 | 13   |

| Lliga de Campions | Qualificació a la Lliga de Campions | Recopa d'Europa | Copa de la UEFA | Copa Intertoto | Descens |

Llegenda: J-partits jugats, G-guanyats, E-empatats, P-perduts, GF-gols a favor, GC-gols en contra, DG-diferència de gols, PTS-punts

## Resultats
- Lliga de Campions: FC Barcelona i Reial Madrid
- Qualificació a la Lliga de Campions: Athletic de Bilbao
- Recopa d'Europa: RCD Mallorca
- Copa de la UEFA: Reial Societat, Celta de Vigo, Atlètic de Madrid, Betis
- Descensos: SD Compostela, UD Mérida, Sporting de Gijón
- Ascensos: Vila-real CF, CF Extremadura, Alavés

## Màxims golejadors
| Christian Vieri | Atlètic de Madrid             | 24 |
| Rivaldo         | Barcelona                     | 19 |
| Luis Enrique    | Barcelona                     | 18 |
| Darko Kovačević | Reial Societat                | 17 |
| Liuboslav Pènev | Sociedad Deportiva Compostela | 16 |